# أرباد ريتر
أرباد ريتر (بالمجرية: Ritter Árpád)‏ هو مصارع هاوي مجري، ولد في 12 يونيو 1975 في بودابست في المجر.

## وصلات خارجية
- أرباد ريتر على موقع قاعدة بيانات المصارعة الدولية (الإنجليزية)
- أرباد ريتر على موقع اللجنة الأولمبية الدولية (الإنجليزية)
- أرباد ريتر على موقع أوليمبيديا (الإنجليزية)